# Дьорфлинген
Дьо̀рфлинген (на немски: Dörflingen) е малък град в кантон Шафхаузен, Северна Швейцария. Намира се на 375 метра надморска височина. Население 776 жители към 31 декември 2008 г.